# Jacek Migdałek
Jacek Tadeusz Migdałek (ur. 26 maja 1949 w Krakowie) – polski fizyk, specjalizujący się w fizyce atomu i fizyce komputerowej, jeden z prekursorów badań wpływu efektów relatywistycznych na strukturę układów wieloelektronowych i ich charakterystyki radiacyjne, profesor nauk fizycznych, profesor zwyczajny Uniwersytetu Pedagogicznego im. Komisji Edukacji Narodowej w Krakowie, dziekan Wydziału Matematyczno-Fizyczno-Technicznego (1993-1996), prorektor (2008-2012).

## Życiorys
Ukończył I Liceum Ogólnokształcące im. Bartłomieja Nowodworskiego w Krakowie (1967). W 1972 r. uzyskał stopień magistra na Wydziale Matematyczno-Fizyczno-Chemicznym Uniwersytetu Jagiellońskiego. Stopień doktora na podstawie pracy „Relatywistyczne i nierelatywistyczne wartości prawdopodobieństw przejść elektronowych w niektórych atomach i jonach z jednym elektronem zewnętrznym” uzyskał w 1976 r. Od 1972 r. zatrudniony w Instytucie Fizyki Uniwersytetu Jagiellońskiego jako asystent (1972-1976) a następnie adiunkt (1976-1982). W latach 1978-1979 przebywał jako Postdoctorate Fellow na University of Windsor w Kanadzie. W 1980 r. uzyskał stopień doktora habilitowanego. W latach 1982-1985 dyrektor Instytutu Fizyki Wyższej Szkoły Pedagogicznej w Kielcach. Od 1985 r. zatrudniony w Instytucie Fizyki Wyższej Szkoły Pedagogicznej w Krakowie. W 1990 r. uzyskał tytuł profesora. W latach 1993-1996 dziekan Wydziału Matematyczno-Fizyczno-Technicznego WSP w Krakowie. Od 2000 r. współtwórca i dyrektor Katedry Informatyki i Metod Komputerowych, a następnie Instytutu Informatyki Uniwersytetu Pedagogicznego im. Komisji Edukacji Narodowej w Krakowie. Prorektor uczelni w latach 2008-2012.

## Działalność naukowa
Autor lub współautor ponad 90 artykułów naukowych oraz 13 monografii z dziedziny fizyki atomowej, fizyki komputerowej i dydaktyki informatyki. Staże naukowe odbywał w latach 1974-1975, 1978-1979 i 1983-1984 na University of Windsor, a w latach 1994-1997 w National Institute of Science and Technology w Gaithersburg (USA). Promotor sześciu rozpraw doktorskich. Ekspert Ministra Edukacji Narodowej do spraw środków dydaktycznych w zakresie dydaktyki informatyki, a w latach 2002-2004 Ekspert przy Dyrektoriacie Kultury i Edukacji Komisji Europejskiej (ob. Dyrekcja Generalna ds. Edukacji, Młodzieży, Sportu i Kultury; EAC). Członek towarzystw naukowych: Polskiego Towarzystwa Fizycznego, American Physical Society, New York Academy of Sciences.

## Nagrody i odznaczenia[2]
- Krzyż Kawalerski Orderu Odrodzenia Polski
- Złoty Krzyż Zasługi
- Medal Komisji Edukacji Narodowej
- Indywidualna nagroda Ministra Edukacji i Szkolnictwa Wyższego
- Nagroda Polskiego Towarzystwa Fizycznego